# Enterognathus lateripes
Enterognathus lateripes is een eenoogkreeftjessoort uit de familie van de Enterognathidae. De wetenschappelijke naam van de soort is voor het eerst geldig gepubliceerd in 1966 door Stock.